# Escales de la Catedral de Girona
Les Escales de la Catedral de Girona és una obra del municipi de Girona inclosa en l'Inventari del Patrimoni Arquitectònic de Catalunya.

## Descripció
Les escales de la Catedral de Girona consten de 90 esglaons de pedra nummulítica, dividits elegantment en tres trams gràcies a amples replans. En el perfil del monument es construí una barana de balustres puntuada amb diversos pilars rematats per boles. Els graons dels dos darrers trams, els de major longitud, fan 23,30 m. La construcció s'adiu perfectament amb l'extremisme espacial i la teatralitat pròpies del barroc. L'escalinata, junt amb la façana i el campanar de la Catedral i els edificis envoltants, conforma un singular espai urbà.

## Història
En uns documents de 1035 i 1043 ja s'esmenta l'existència d'unes escales per accedir a la Seu. Tot i així durant els períodes romànic i gòtic, el capítol massa ocupat en les obres de la Catedral, no hi endegà intervencions ressenyables.
El primer projecte important s'inicià l'any 1607, amb la construcció d'una nova escalinata seguint un plànol semblant a l'actual. Sota impuls del bisbe Francesc D'Arevalo de Zuazo (1598-1611), les obres adquiriren un ritme constant i l'any 1610 s'acabava el primer replà. Malgrat aquest fet ben aviat s'alentiren els treballs, restant en un estat llastimós tot el projecte fins al 1690. El gener de 1691 ell mateix ja col·locava la primera pedra, mentre el mes de juliol de 1694 es donaven per acabades les obres que encara avui podem contemplar, llevat dels esglaons afegits al capdavall entre els anys 1904-1907.